# (37773) 1997 GY24
(37773) 1997 GY24 est un astéroïde de la ceinture principale découvert en 1997.

## Description
(37773) 1997 GY24 a été découvert le 7 avril 1997 à l'observatoire Goodricke-Pigott, un observatoire astronomique privé situé à Tucson dans l'Arizona aux États-Unis, par M. T. Chamberlin.

### Caractéristiques orbitales
L'orbite de cet astéroïde est caractérisée par un demi-grand axe de 3,0 ua, un périhélie de 2,76 ua, une excentricité de 0,08 et une inclinaison de 3,52° par rapport à l'écliptique. Du fait de ces caractéristiques, à savoir un demi-grand axe compris entre 2 et 3,2 ua et un périhélie supérieur à 1,666 ua, il est classé, selon la JPL Small-Body Database, comme objet de la ceinture principale.

### Caractéristiques physiques
(37773) 1997 GY24 a une magnitude absolue (H) de 14,9 et un albédo estimé à 0,079.